# Roger Davis (Politiker)
Roger Davis (* 2. Oktober 1762 in Charlestown, Chester County, Province of Pennsylvania; † 20. November 1815 ebenda) war ein US-amerikanischer Politiker. Zwischen 1811 und 1815 vertrat er den Bundesstaat Pennsylvania im US-Repräsentantenhaus.

## Werdegang
Nach einem Medizinstudium an der University of Pennsylvania und seiner um das Jahr 1785 erfolgten Zulassung als Arzt begann er in Charlestown in diesem Beruf zu arbeiten. Gleichzeitig schlug er als Mitglied der Demokratisch-Republikanischen Partei eine politische Laufbahn ein. Zwischen 1809 und 1811 saß er als Abgeordneter im Repräsentantenhaus von Pennsylvania.
Bei den Kongresswahlen des Jahres 1810 wurde Davis im dritten Wahlbezirk von Pennsylvania in das US-Repräsentantenhaus in Washington, D.C. gewählt, wo er am 4. März 1811 die Nachfolge von Robert Jenkins antrat. Nach einer Wiederwahl im zweiten Distrikt konnte er bis zum 3. März 1815 zwei Legislaturperioden im Kongress absolvieren. Diese waren von den Ereignissen des Britisch-Amerikanischen Krieges geprägt. Nach seiner Zeit im US-Repräsentantenhaus praktizierte Davis wieder als Arzt. Er starb am 20. November 1815 in Charlestown.